# Doljevac
Doljevac (em cirílico: Дољевац) é uma vila da Sérvia localizada no município de Doljevac, pertencente ao distrito de Nišava. A sua população era de 1657 habitantes segundo o censo de 2011.

## Demografia
| 1948 | 1953 | 1961 | 1971 | 1981 | 1991 | 2002 | 2011 |
| ---- | ---- | ---- | ---- | ---- | ---- | ---- | ---- |
| 416  | 435  | 274  | 1130 | 1378 | 1536 | 1625 | 1657 |